# Socialistiska Förbundet
För den trotskistiska grupperingen med samma namn, se Socialistiska förbundet.
Socialistiska Förbundet (1967) var ett försök att skapa en plattform för samarbete och förnyelse inom den politiska vänstern, inklusive Socialdemokraterna. Initiativet sammanföll med uppsvinget för den "nya vänstern", som lade stor vikt vid solidaritet med tredje världen och kritiserade både konsumtionssamhället och den sovjetiska formen av socialism.
Socialistiska Förbundet (SF) samlade både kommunister och socialdemokrater, liksom oberoende socialister och Clarté-medlemmar. Ett förslag om valsamverkan inför 1968 års riksdagsval mottogs positivt av kommunisterna. Socialdemokraternas ledning förklarade däremot att medlemmar som stannade kvar i SF skulle uteslutas, vilket i stället fick många av dem att lämna partiet självmant.
Efter valet 1968 beslutade föreningen att lägga ned verksamheten. Av beslutet framgår att man inte längre ansåg sig behövas, eftersom Vänsterns Ungdomsförbund utvecklats till ett så livaktigt och mångfasetterat forum.